# Lajtos Szandra
Lajtos Szandra (Szeged, 1986. július 22. –) magyar válogatott, Európa-bajnoki ezüst- és háromszoros bronzérmes rövidpályás gyorskorcsolyázó, olimpikon.

## Sportpályafutása
1997-ben kezdett gyorskorcsolyázni a Szegedi Korcsolyázó Egyesület tagjaként. A felnőtt korosztályban 2000-ben lett első alkalommal érmes az országos bajnokságon. Ettől az évbtől a magyar válogatott tagja lett. 2001-ben magyar bajnok lett. 2002-ben a csuncsoni junior világbajnokságon egyéniben 35. lett. Először 15 évesen volt olimpikon, amikor Szeged első téli olimpikonjaként a 2002. évi téli olimpiai játékokon Salt Lake Cityben egyéniben indult 500 és 1000 méteren, s a huszonnyolcadik, illetve a  tizenkilencedik helyezést érte el. Ezen az olimpián ő volt a legfiatalabb gyorskorcsolyázó. A montreali felnőtt világbajnokságon 31. helyen végzett.
2004-ben az Európa-bajnokságon a váltó tagja volt, de nem jutottak a döntőbe. A göteborgi világbajnokságon 500 méteren a második, 1000 és 1500 méteren az első fordulóban esett ki. A szentpétervári csapat-világbajnokságon negyedik helyezett volt. A következő évben a torinói Európa-bajnokságon hetedik helyezést ért el a váltóval. Az országos bajnokságon betegsége miatt nem indult. A belgrádi junior vb-n egyéniben 20. lett. 2006-ban a Csíkszeredában rendezett junior rövidpályás gyorskorcsolya-világbajnokságon a 3000 méteres váltóban  (Lajtos, Darázs Rózsa, Heidum Bernadett) bronzérmet szerzett csakúgy, mint a 2006-os rövidpályás gyorskorcsolya Európa-bajnokságon (Lajtos, Darázs, Heidum, Huszár Erika), a lengyelországi Krynica-Zdrójban.
2007-ben 500 méteren indult a torinói universiadén, de a második körben kiesett. A budapesti csapat-világbajnokságon hatodik helyen végzett (Heidum, Huszár, Keszler, Lajtos, Novák Eliza). Az Európa-bajnokságon a váltóval a döntőbe jutott, ahol a csapatot kizárták. 2010-ben a bormiói csapat-világbajnokságon ötödik helyezést ért el. A 2010. évi téli olimpiai játékokon Vancouverben a magyar csapat tagja volt a 3000 méteres női váltó tartalékjaként.
A 2011-es világbajnokságon 500 méteren 15. 1000 méteren 21., 1500 méteren 20. összetettben 19. volt. A heerenveeni 2011-es rövidpályás gyorskorcsolya Európa-bajnokságon 500 méteren ötödik, 1000 méteren 13., összetettben 19. helyezést ért el. A váltóban (Darázs, Heidum, Huszár, Keszler, Lajtos)  ezüstérmet szerzett. A téli universiadén váltóban bronzérmes lett. A következő évben az Európa-Bajnokságon összetettben 14., a váltóval (Heidum, Keszler, Lajtos, Tóth Patrícia) harmadik helyezett lett. A sanghaji világbajnokságon összetettben 32. volt. 2013-ban a malmői Európa-bajnokságon a váltóban (Keszler, Lajtos, Kónya, Tóth) negyedik helyezést ért el. A debreceni világbajnokságon a váltóval (Heidum, Keszler, Lajtos, Kónya) nyolcadik volt. A novemberi olimpiai kvalifikációs versenyen a váltó tagjaként olimpiai kvótát szerzett. A decemberi universiadén bronzérmes volt a váltó versenyben. A  2014-es drezdai Európa-bajnokságon bronzérmes lett ugyanebben a számban.
A 2014. évi téli olimpiai játékokon a váltóval hatodik lett.

## Elismerései
- Szeged Sportolója díj (2012)